# Boarmia perfectaria
Boarmia perfectaria là một loài bướm đêm trong họ Geometridae.